# Felixsee
Felixsee là một đô thị thuộc huyện Spree-Neiße, bang Brandenburg, Đức. Đô thị Felixsee có diện tích km², dân số thời điểm 31 tháng 12 năm 2006 là người. Đô thị Felixsee có diện tích 35,41 km², dân số thời điểm 31 tháng 12 năm 2006 là 2336 người.